# 網站管理員
网站管理员，也称为网站架构师、网站开发者、网主、网络管理员，站长，是设计、开发、运营、维护一个网站的负责人。对于公众站点来说，网站管理员能够更改、处理用户留下的所有评论。

## 作为一个职业

### 多面手
网站管理员是网络交流的实践者。通常情况下，他们熟悉HTML技术，是管理网络运营的多面手。
对于较大的网站，网站管理员将充当一个协调员和监督员，以协调和监督在该网站上工作的其他人的活动，并且通常也是网站所有者的一名雇员。因此，网站管理员也可以列为一种职业。如果网站管理员被较大的网站聘请，或晋升到该职位，那么从网页设计，到项目管理，或者对雇员的监督，都可能是他们的份内事情。

### 角色演变
在“webmaster（网站管理员）”一词最初被使用的时候（从“postmaster”演变而来，一种电子邮件系统的管理员），这个角色需要完成规划、编码、生产和用户界面等各个方面的工作。网站管理员可能承担信息架构师的很多职责，包括确保网站可用性、用户体验和選單分类。
不过，自从90年代后期，这种类型的网站管理员角色只为那些可由一个人管理的小网站，或者在没有大量的角色定义的环境中工作。目前的模型往往会更注重团队协作。团队一般由一个网站经理或者在线生产者领导。团队由Web开发人员、设计师、程序员、质量保证人员、Adobe Flash开发人员构成，而且团队中往往至少有一个可用性专家或用户界面/终端团队。在已有的网络开发公司，尤其是那些1990年代以来就存在的公司，网站管理员可能是公司的高级官员，并且可能有“首席网站管理员”之类的称谓。

### 更广泛的定义
网站管理员的一个更广泛的定义是，一个使用在线媒体出售产品和/或服务的商人。这个更广泛的定义不仅涵盖了监督网站建设和维护的技术方面，也涵盖了网站的内容管理、广告、市场营销以及订单的履行。
网站管理员核心的责任包括规定和管理一个网站的不同用户的访问权限、网站外观设计和设立网站导航。对内容的布置可能是网站管理员的责任的一个组成部分，而内容的创作通常不是。
通常情况下，网站管理员是读取用户的反馈意见和关于网站功能的投诉的代理人。
网站管理员其实更多地是在负责服务器的运行，这要多于制作实际的网页。网页都是由高级设计师处理。